# 歐陽妙芝
歐陽妙芝（英語：Christine Au-Yeung，1971年9月5日—），出生于英屬香港，香港女模特兒及演員。

## 簡歷
歐陽妙芝出生于香港，早年就讀坪石天主教小學、寶血會上智英文書院和新界西貢坑口區鄭植之中學。
憑著高挑的身材，早期曾多次參與林佩佩演藝製作公司的時裝表演並學習舞蹈，於1997年，25歲的歐陽妙芝於下課後得林佩佩推薦及提名參選香港小姐競選，晉身五強但三甲不入，後來成為全職模特兒。她曾拍攝多個平面及電視廣告，亦參與客串電影。
2004年，歐陽妙芝與金融界方時俊結婚，先後於2005年和2007年誕下兩子，其後於2010年農曆新年發現懷孕2個月，但不幸小產。2023年，其幼子方玉亨以練習生身分參加無線電視與星空傳媒合辦的選秀節目《亞洲超星團》。
2025年2月9及16日1997年香港小姐競選黃金翡翠台播出。

## 電影作品
- 《陰陽路2：我在你左右》（1997年）

## 外部連結
- 歐陽妙芝的Instagram帳戶
- 歐陽妙芝的新浪微博
- 1997 香港小姐競選 （页面存档备份，存于）
- 香港小姐競選
- 1997 香港小姐競選 （页面存档备份，存于）